# Newbern (Alabama)
Newbern é uma cidade  localizada no estado americano do Alabama, no Condado de Hale.

## Demografia
Segundo o censo americano de 2000, a sua população era de 231 habitantes.
Em 2006, foi estimada uma população de 227, um decréscimo de 4 (-1.7%).

## Geografia
De acordo com o United States Census Bureau, a localidade tem uma área de 3,0 km², sem área coberta por água. Newbern localiza-se a aproximadamente 57 m acima do nível do mar.

## Localidades na vizinhança
O diagrama seguinte representa as localidades num raio de 32 km ao redor de Newbern.